# Castelnau-Valence
Castelnau-Valence là một xã trong tỉnh Gard thuộc vùng Occitanie, phía nam nước Pháp. Xã Castelnau-Valence nằm ở khu vực có độ cao trung bình 150 mét trên mực nước biển.